# Davide Bulega
Davide Bulega (Turín, 7 de abril de 1971) es un piloto de motociclismo italiano que compitió en el Campeonato del Mundo de Motociclismo entre 1993 y 1998.

## Biografía
Su carrera en el motociclismo se inició con una victoria en 1989 del Campeonato italiano Sport Production con una Aprilia AF1. Por eso, fue contratado a principios de los 90 por Cagiva para competir en el campeonato italiano de producción deportiva con Cagiva Mito y como piloto de pruebas de las motos del Mundial que competían en 500cc del Mundial.
Debuta en el Mundial en 250cc en 1993 con una Aprilia gracias a una wildca en el GP de Italia acabando en la posición 23.º. Lo vuelve a intentar en esta misma carrera en 1994 pero se tiene que retirar.
En 1995 aparece con más regularidad gracias a la Honda del equipo Givi Racing, obteniendo un 16.º puesto como mejor resultado. Al año siguiente, vuelve a Aprilia con el equipo Italia, clasificándose en el puesto 24 de la general con 14 puntos. Corre un solo Gran Premio en 1997, porque se centra en el Campeonato Europeo de velocidad obteniendo el título continental.
En 1998 vuelve a ser piloto titular del Mundial con el equipo OXS Matteoni, comenzando la temporada con una Honda y terminándola con ERP-Honda y acabando en la posición 25.º con 11 puntos. En 1999 apuesta por el Campeonato Mundial de Supersport corriendo solo una carrera con una Ducati 748 R. Continúa en el Campeonato del Mundo de Supersport también en 2000 y 2001 pero con el mismo resultado.
Davide Bulega es padre del también piloto Nicolò Bulega.

## Resultados

### Campeonato del Mundo de Motociclismo
Sistema de puntuación de 1993 hasta 2022:
| Posición | 1.º | 2.º | 3.º | 4.º | 5.º | 6.º | 7.º | 8.º | 9.º | 10.º | 11.º | 12.º | 13.º | 14.º | 15.º |
| Puntos   | 25  | 20  | 16  | 13  | 11  | 10  | 9   | 8   | 7   | 6    | 5    | 4    | 3    | 2    | 1    |

#### Carreras por año
(Carreras en negrita indica pole position)
| Año  | Categoría | Moto    | 1       | 2       | 3       | 4      | 5      | 6      | 7      | 8       | 9      | 10      | 11      | 12      | 13      | 14      | 15      | Pts. | Pos. |
| ---- | --------- | ------- | ------- | ------- | ------- | ------ | ------ | ------ | ------ | ------- | ------ | ------- | ------- | ------- | ------- | ------- | ------- | ---- | ---- |
| 1993 | 250cc     | Aprilia | AUS -   | MAL -   | JAP -   | ESP -  | AUT -  | ALE -  | NED -  | EUR -   | RSM -  | GBR -   | CZE -   | ITA 23  | USA -   | FIM -   |         | 0    | -    |
| 1994 | 250cc     | Aprilia | AUS -   | MAL -   | JAP -   | ESP -  | AUT -  | ALE -  | NED -  | ITA Ret | FRA -  | GBR -   | CZE -   | USA -   | ARG -   | EUR -   |         | 0    | -    |
| 1995 | 250cc     | Honda   | AUS Ret | MAL 19  | JAP Ret | ESP -  | ALE -  | ITA -  | NED -  | FRA -   | GBR -  | CZE -   | RIO Ret | ARG 16  | EUR 19  |         |         | 0    | -    |
| 1996 | 250cc     | Aprilia | MAL 14  | IDN 14  | JAP Ret | ESP 16 | ITA 21 | FRA 17 | NED 13 | ALE 18  | GBR 15 | AUT Ret | CZE 19  | IMO 10  | CAT 17  | RIO Ret | AUS Ret | 14   | 24.º |
| 1997 | 250cc     | Aprilia | MAL -   | JAP -   | ESP -   | ITA -  | AUT -  | FRA -  | NED -  | IMO 17  | ALE -  | RIO -   | GBR -   | CZE -   | CAT -   | IDN -   | AUS -   | 0    | -    |
| 1998 | 250cc     | Honda   | JAP 20  | MAL Ret | ESP Ret | ITA 14 | FRA 16 | MAD 14 | NED 17 | GBR -   | ALE 13 | CZE 20  | IMO 16  | CAT Ret | AUS Ret | ARG 12  |         | 11   | 25.º |

### Campeonato Mundial de Supersport

#### Carreras por año
| Year | Bike   | 1      | 2       | 3      | 4       | 5       | 6       | 7      | 8      | 9     | 10    | 11      | 12 | Pos. | Pts. |
| ---- | ------ | ------ | ------- | ------ | ------- | ------- | ------- | ------ | ------ | ----- | ----- | ------- | -- | ---- | ---- |
| 1999 | Ducati | RSA -  | GBR Ret | SPA -  | ITA Ret | GER -   | SMR 26  | USA -  | EUR -  | AUT - | NED   | GER -   | 0  | -    |      |
| 2000 | Yamaha | AUS 16 | JPN Ret | GBR 18 | ITA 22  | GER 19  | SMR Ret | SPA -  | EUR -  | NED - | GER - | GBR -   | 0  | -    |      |
| 2001 | Yamaha | SPA -  | AUS -   | JPN 21 | ITA Ret | GBR Ret | GER Ret | SMR 20 | EUR 25 | GER - | NED - | ITA Ret | 0  | -    |      |